# Primula capitata
Primula capitata är en viveväxtart. Primula capitata ingår i släktet vivor, och familjen viveväxter.

## Underarter
Arten delas in i följande underarter:
- P. c. capitata
- P. c. crispata
- P. c. lacteocapitata
- P. c. sphaerocephala

## Bildgalleri

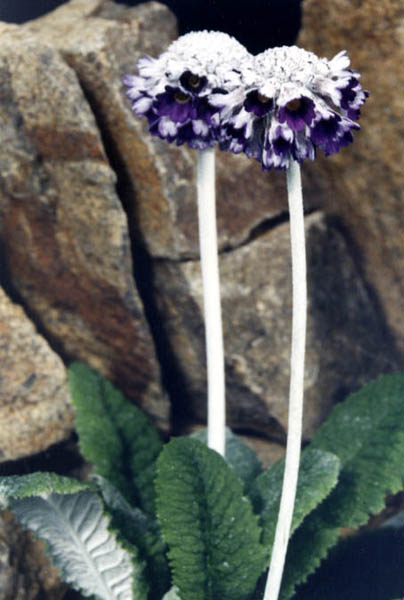
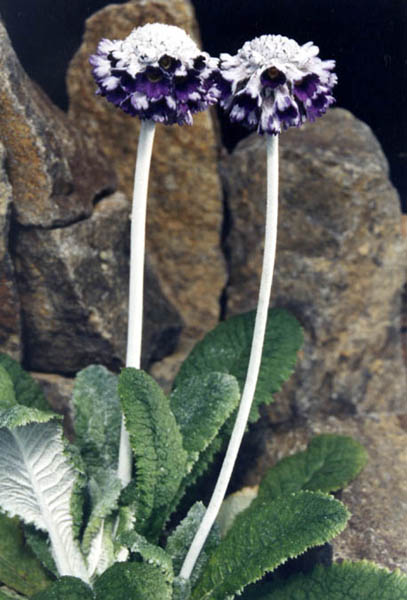
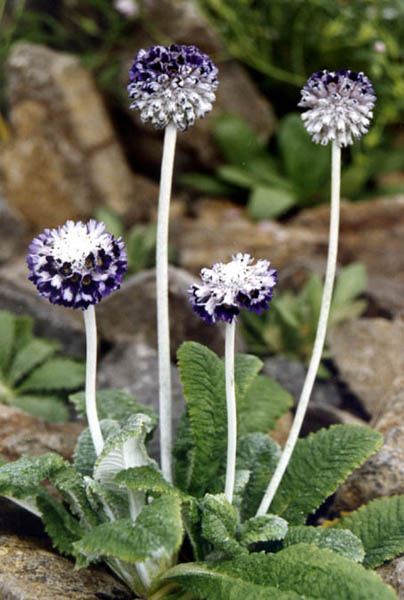
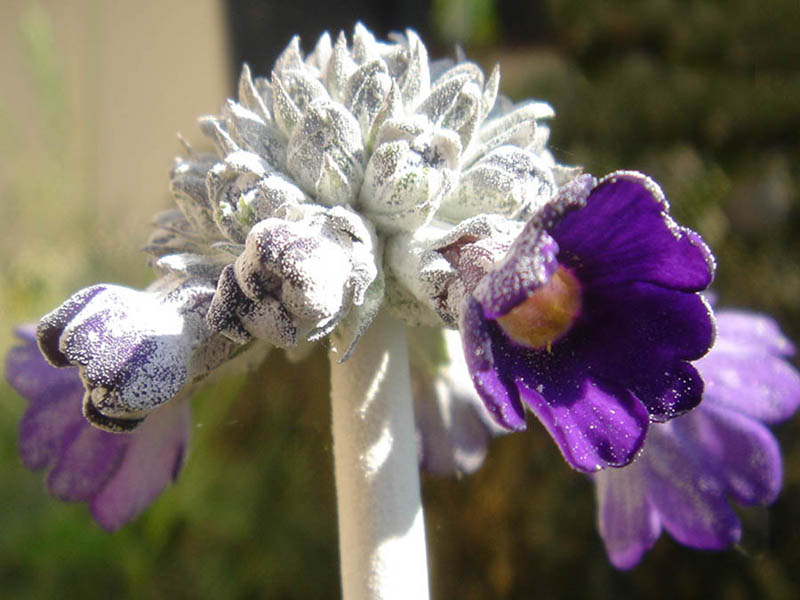
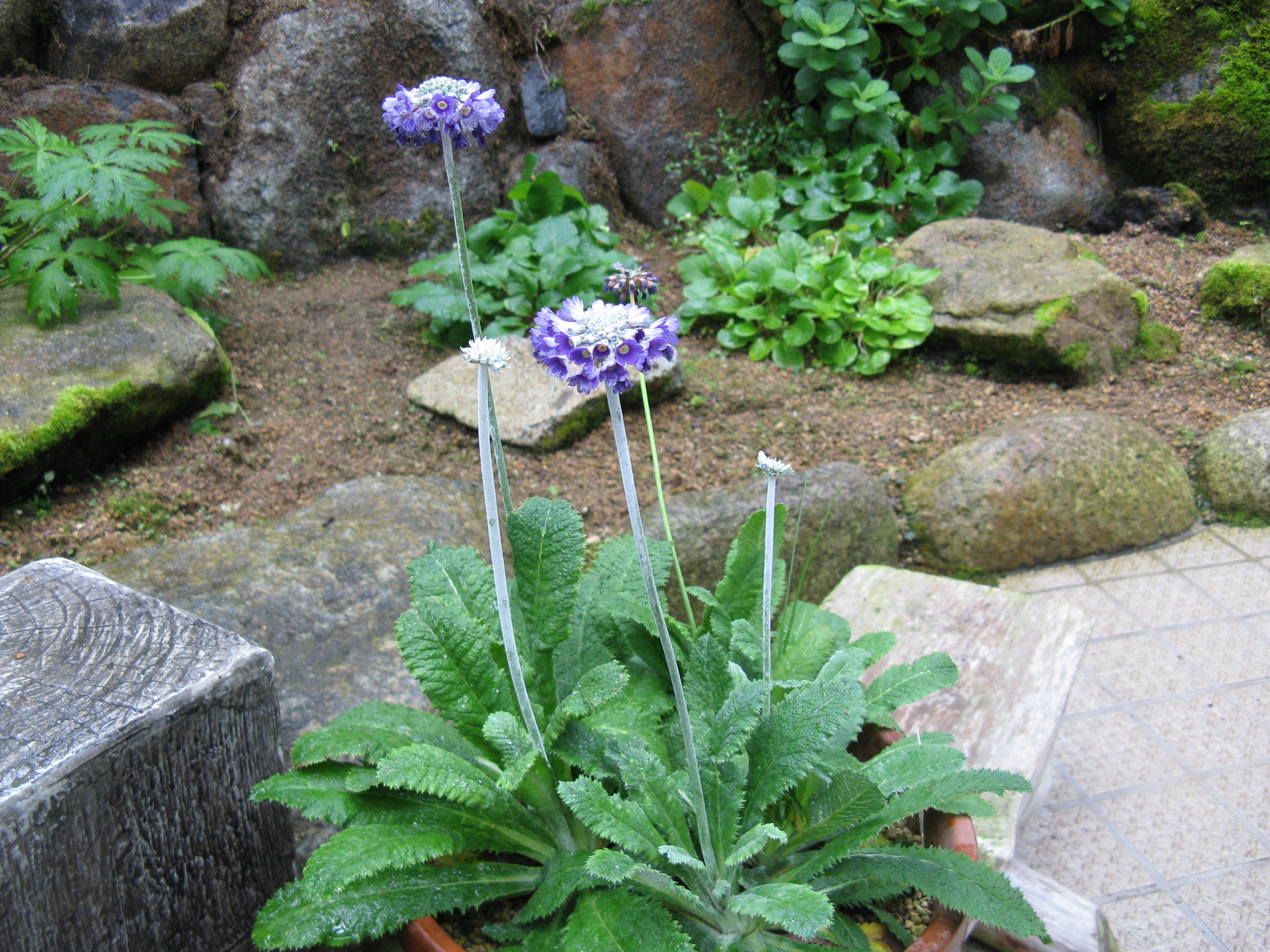
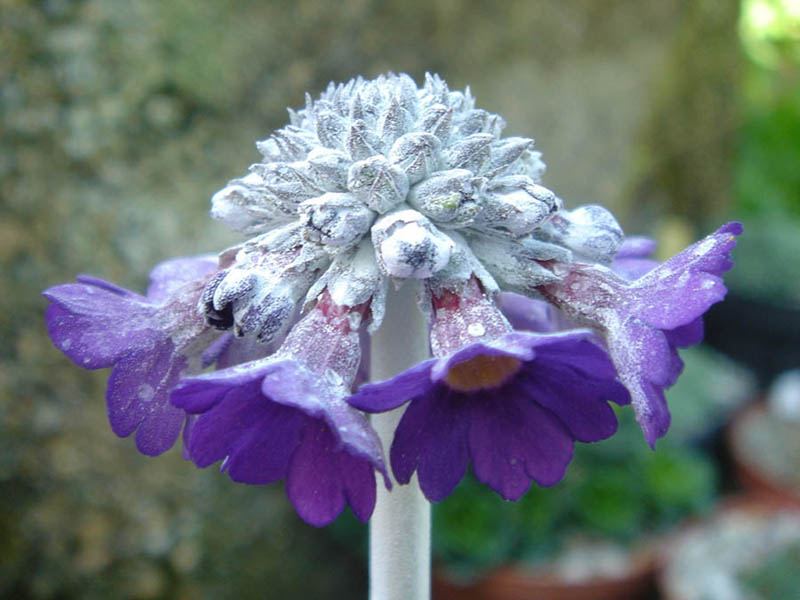